# Yvonne Sanchez
Yvonne Sanchez (* 4. září 1967, Polsko) je jazzová zpěvačka, hráčka na bicí, kytaru a klavír a skladatelka.

## Životopis a kariéra
Narodila se v Polsku a je po matce Polka, po otci Kubánka. Absolvovala gymnázium v Katovicích a začala studovat na vysoké škole, když přišla poprvé do kontaktu s hudbou. V letech 1984-1986 hrála na bicí nástroje v kapele polské rockové legendy Józefa Skrzeka. Od roku 1986 žila v Německu, kde začala hrát na basovou kytaru a klavír. Nikdy neplánovala stát se zpěvačkou, ale opravdový start na poli hudby nastal až po roce 1994, kdy se přestěhovala do Prahy, kde se roku 1995 představila jako zpěvačka v legendárním pražském jazzovém klubu Reduta. Na počátku své pražské pěvecké kariéry vystupovala s nejlepšími českými jazzovými hráči – klavíristy Petrem Maláskem, Naj Ponk nebo Stanislavem Máchou, kytaristou Romanem Pokorným, hráč na basu Robertem Balzarem nebo Petrem Dvorským a s Radkem Němcem na bicí.
V Praze žije již přes čtrnáct let. Díky stále častějším koncertům na území Prahy i po celé ČR se dostávala stále více do povědomí hudebního podhoubí, až se postupem času dostala na její vrchol. V roce 1997 vyhrála anketu českého časopisu Harmonie a byla vyhlášena nejlepší jazzovou zpěvačkou roku.
Roku 1998 získala ocenění Vokalistka roku, udílenou Českou jazzovou společností. V roce 1998 se také začala věnovat interpretacím skladeb založených na latinsko-amerických rytmech, jako Bossa Nova a Samba, psaných nejčastěji jejím oblíbeným brazilským skladatelem Antoniem Carlosem Jobimem.
V roce 2002 vydala s Triem Roberta Balzara debutové album pod názvem Invitation, díky kterému byla později nominována na cenu Anděl 2002 v kategorii Jazz & blues. Její první album bylo nahráno společně se skupinou Robert Balzar trio. Tím však její spolupráce s vůdčí postavou českého jazzového kontrabasu neskončila a Robert Balzar se stal producentem dalšího CD s názvem My garden, kde se představila i jako autorka hudby. Na desce spolupracovali klavírista Viliam Béreš a bubeník Roman Vích, členové formace Toxique a dva muzikanti z projektu Illustratosphere – pianista Stanislav Mácha a trombonista Filip Jelínek a jako hosté kontrabasisté Taras Voloshchuk a Rasťo Uhrík nebo americký saxofonista Stano Cherednik. Necelý rok po svém vydání získala „My Garden“ zlatou desku.
V roce 2011 vydala živý záznam svého koncertu za doprovodu brazilského kytaristy Pedra Taglianiho na albu „Songs about Love“. Obvykle vystupuje s vlastní kapelou Yvonne Sanchez Band nebo jako sólová zpěvačka za doprovodu kytaristy Pedra Taglianiho. Při svých zahraničních koncertech v Rusku, Polsku, Maďarsku, na Slovensku, v Turecku, na Kypru, ve Francii, Německu, Rakousku, Lucembursku, Anglii, Portugalsku, Izraeli, Brazílii, na Kubě a v USA vystupovala s místními kapelami.

## Diskografie
| Rok  | Album            |
| ---- | ---------------- |
| 2002 | Invitation       |
| 2008 | My garden        |
| 2011 | Songs about love |

## Doprovodné kapely

### Yvonne Sanchez Latin Quartet
- Yvonne Sanchez – vokály
- Jonathan Ramirez Garcia – akustická kytara
- Robert Balzar – kontrabas
- Tomas Jochmann – piano

### Yvonne Sanchez The Band
- Yvonne Sanchez – vokály, perkuse
- Jonathan Ramirez Garcia – akustická kytara, vokály
- Lukáš Martínek – elektrická kytara
- Tiago Ferreira – akustická kytara
- Roman Vícha – bicí
- Rasťo Uhrik – basová kytara
- Matej Benko – piano, klávesy

### Yvonne Sanchez Band 2021
- Yvonne Sanchez – vokály
- Jonathan Ramirez – kytara, vokály
- Daniel Bulatkin – piano
- Tomáš Baroš (Andres Ibarburu) – kontrabas
- Miloš Dvořáček – bicí

### Yvonne Sanchez Band II
- Yvonne Sanchez – zpěv, perkuse
- Jonathan Ramirez Garcia – zpěv, akustická kytara
- Lukáš Martínek – elektrická kytara
- Tiago Ferreira – akustická kytara
- Rasťo Uhrík – baskytara
- Roman Vícha – bicí

### Yvonne Sanchez Band (Latin Groove)
- Roman Pokorný – kytara
- Taras Vološčuk – kontrabas
- Tomáš Vokurka – bicí
- Effraim Golden – perkuse
- Jonathan Ramirez-Garcia – akustická kytara, zpěv
- Ondřej Pivec – elektrické varhany

## Galerie

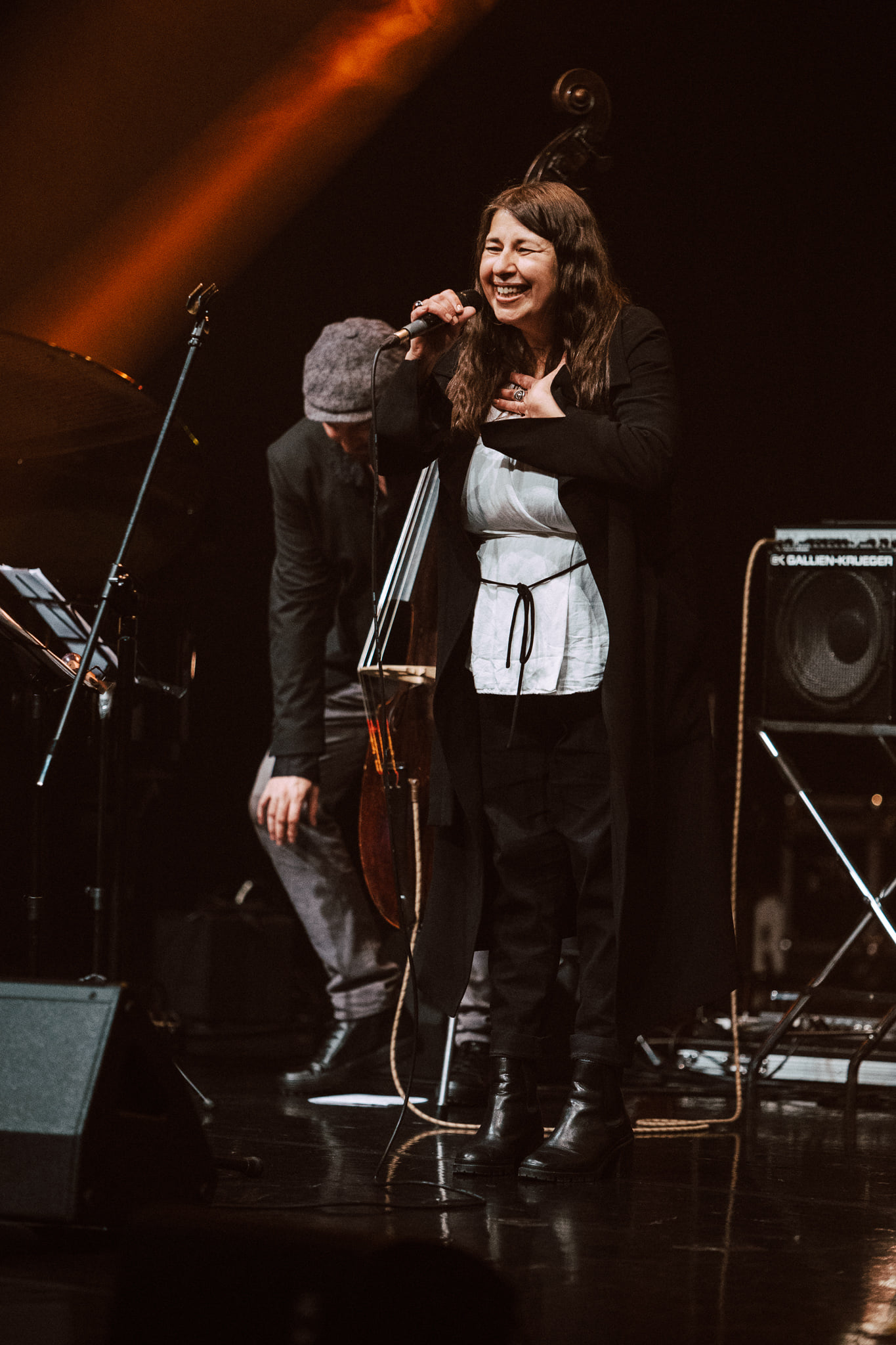
Na Poland Jazz Festivalu
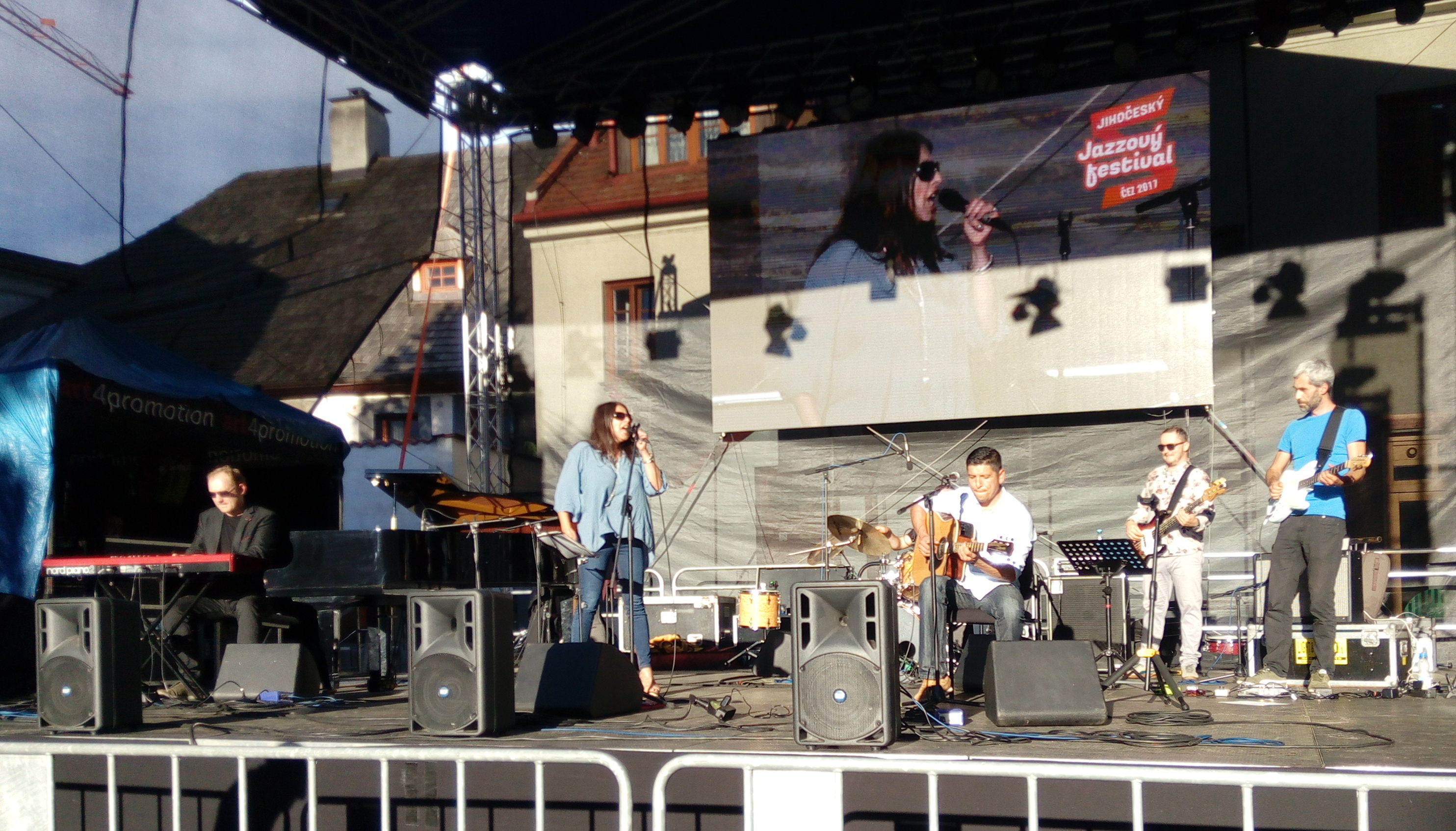
Na Jihočeském jazzovém festivalu 2017
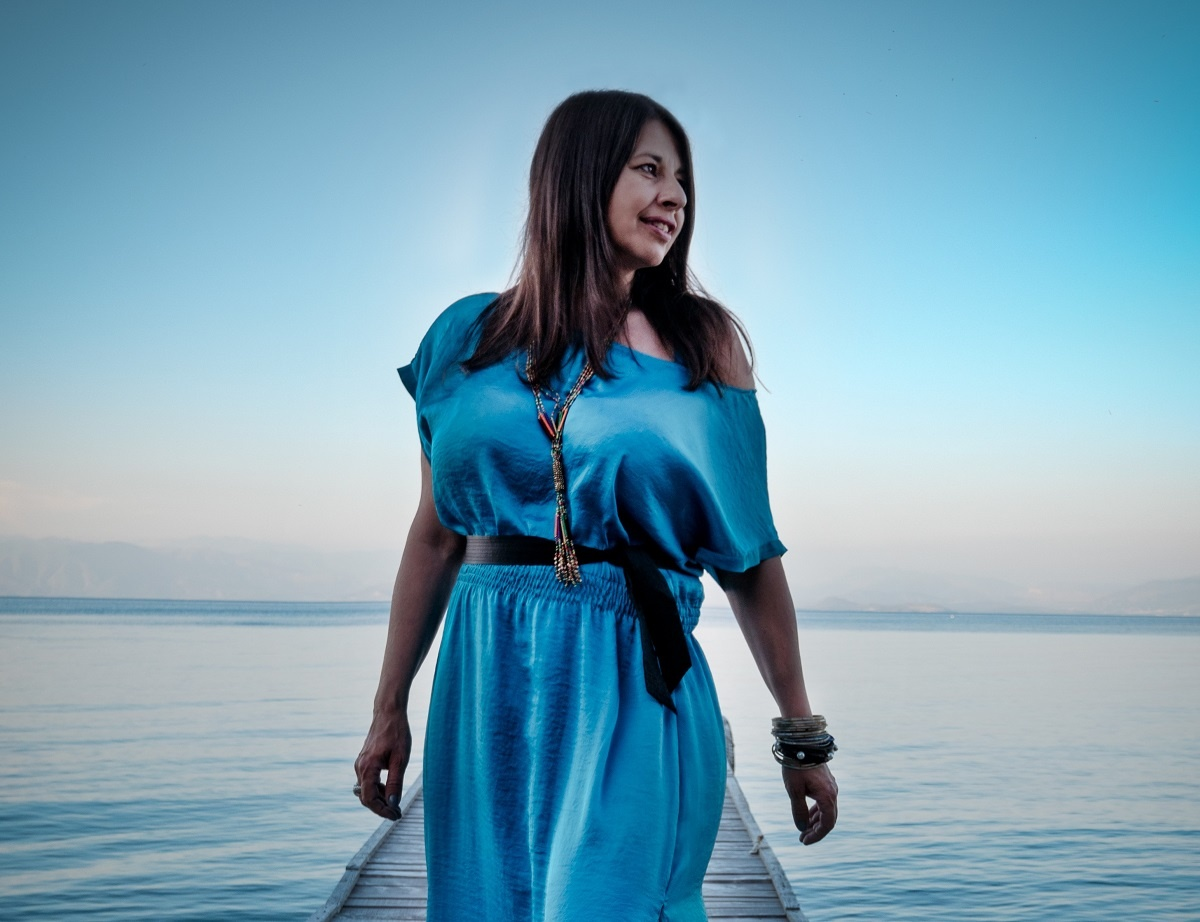
Na Korfu

#### Rozhovory
- Yvonne Sanchez – já musím být já (Ondřej Konrád), Harmonie, klasická hudba, jazz a world music, 17.3.2005
- Sánchez: Vím, proč jsou producenti na prášcích, Deník.cz, 13.9.2008
- Zpěvačka Yvonne Sanchez: Že jsem žena, mi bylo při práci na desce na obtíž (Eva Tichá, MF DNES), iDNES, 28. 9. 2008
- Hostem Igora Malijevského byla zpěvačka Yvonne Sanchez (čajovna Igora Malijevského), ČRo Vltava, 17.10.2010
- Známá i neznámá Yvonne Sanchez (Ivana Bednářová), La Cultura, 26.12.2011
- Yvonne Sanchez: Jsem demokrat (Kateřina kalivodová), TopVIP.cz, 26.1.2012
- Rozhovor s Yvonne Sanchez, Naše Mýto, 31.1.2014